# Консерватория Брно
Консерватория Брно (чеш. Konzervatoř Brno) — чешская музыкальная школа, расположенная в городе Брно. Консерватория возводит свои традиции к Органной школе Брно (существовала с 1881 года)
Была основана в 1919 году композитором Леошем Яначеком, много работавшем в Брно и, в частности, преподававшем здесь в Органной школе, которую он же и основал в 1881 году. В 1919 году была основана частная, а через год в результате слияния органной школы, музыкальной школы «Весна» и музыкальной школы «Беседа брненска» возникла Государственная консерватория музыки и драматического искусства.
В ВУЗе можно получить образование в области музыки, пения и музыкального и драматического искусства (актерского мастерства).
Позднее, в 1947 году, на базе Консерватории Брно появилась отдельная Академия музыки имени Яначека.